# Mondaire Jones
Pour les articles homonymes, voir Jones.
Mondaire Jones, né le 18 mai 1987 à Nyack (État de New York), est un homme politique américain. Membre du Parti démocrate, il est élu du 17e district congressionnel de l'État de New York à la Chambre des représentants des États-Unis de 2021 à 2023.

## Biographie

### Jeunesse et carrière professionnelle
Mondaire Jones grandit à Spring Valley, dans le comté de Rockland au nord de New York. Il est élevé par sa mère célibataire, qui bénéficie d'un programme d'aide alimentaire. Il a été élevé dans la foi chrétienne baptiste,. Durant sa jeunesse, il s'engage au sein de la National Association for the Advancement of Colored People (NAACP).
Diplômé de l'université Stanford en Californie d'un Bachelor of Arts, il rejoint le département de la Justice des États-Unis au début de la présidence de Barack Obama, où il examine notamment les candidatures pour les postes de juges fédéraux et rédige un rapport pour réduire la récidive,,. Il entame ensuite des études à la faculté de droit de Harvard,, où il obtient un Juris Doctor. C'est à cette époque qu'il fait son coming out, à l'âge de 24 ans,.
Après ses études, il devient avocat dans un cabinet privé et travaille pour le juge d'une cour de district fédérale. En 2018, il intègre le département juridique du comté de Westchester. Il quitte son poste l'année suivante pour se lancer en politique. Il fonde parallèlement une association venant en aide aux élèves défavorisés (Rising Leaders).

### Représentant des États-Unis

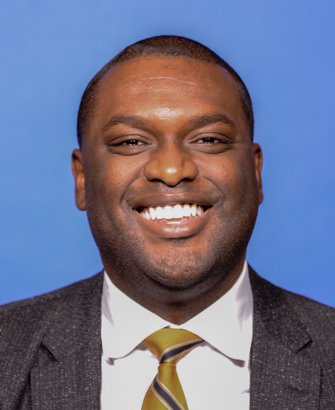
Portrait de Mondaire Jones à la Chambre des représentants.

Durant l'été 2019, Mondaire Jones annonce sa candidature à la Chambre des représentants des États-Unis pour les élections de 2020. Il se présente face à la représentante démocrate sortante Nita Lowey dans le 17e district de l'État de New York,. La circonscription comprend le comté de Rockland et le nord du comté de Westchester, une banlieue aisée du nord de New York. Il est alors le premier adversaire démocrate de Lowey depuis son élection en 1988. Fin 2019, la sortante annonce cependant ne pas se représenter,,. D'autres candidats se présentent alors en vue de la primaire démocrate, dont deux élus de la législature de l'État de New York . Mondaire Jones fait campagne en faveur du Green New Deal et d'un Medicare pour tous, recevant notamment le soutien de Bernie Sanders, Elizabeth Warren et Alexandria Ocasio-Cortez,. Il remporte la primaire avec 41,9 % des voix, plus du double de son plus proche concurrent Adam Schleifer. Sa victoire intervient dans un contexte de montée en puissance de jeunes candidats progressistes issus des minorités, à l'image de Jamaal Bowman et Ritchie Torres,. Vainqueur de la primaire, il devient le favori pour l'élection de novembre dans une circonscription qui a donné 20 points d'avance à Hillary Clinton en 2016. Il est élu représentant des États-Unis avec 59,2 % des suffrages, devançant notamment la républicaine Maureen McArdle Schulman. Il devient le premier représentant afro-américain ouvertement homosexuel, avec Ritchie Torres,,.
Après son élection, il est désigné par ses collègues pour être le représentant des nouveaux élus auprès de la direction du groupe démocrate à la Chambre des représentants. Il siège également au House Democratic Steering and Policy Committee, commission qui conseille la présidente du groupe démocrate Nancy Pelosi et décide de l'affectation des représentants au sein des commissions parlementaires. Il intègre lui-même la commission sur la Justice.
À la suite du redécoupage de la carte électorale fédérale en amont des élections de 2022, lors duquel l'État de New York perd un siège au Congrès, Mondaire Jones se présente à la primaire démocrate dans le 10e district (Lower Manhattan et ouest de Brooklyn, dans la ville de New York), mais se place troisième du scrutin remporté par Dan Goldman, avec 18,2 % des voix. Le 3 janvier 2023, dernier jour de son mandat à la Chambre des représentants, il devient membre de la Commission on Civil Rights, à la suite de sa nomination par la présidente de la Chambre des représentants, Nancy Pelosi,.